# カルモジュリン-リシン-N-メチルトランスフェラーゼ
カルモジュリン-リシン-N-メチルトランスフェラーゼ(Calmodulin-lysine N-methyltransferase、EC 2.1.1.60)は、以下の化学反応を触媒する酵素である。
S-アデノシル-L-メチオニン + カルモジュリン-L-リシン{\displaystyle \rightleftharpoons }S-アデノシル-L-ホモシステイン + カルモジュリン-N6-メチル-L-リシン
従って、この酵素の2つの基質はS-アデノシル-L-メチオニンとカルモジュリン-L-リシン、2つの生成物はS-アデノシル-L-ホモシステインとカルモジュリン-N6-メチル-L-リシンである。
この酵素は、転移酵素、特に1炭素基を転移させるメチルトランスフェラーゼのファミリーに属する。系統名は、S-アデノシル-L-メチオニン:カルモジュリン-L-リシン N6-メチルトランスフェラーゼ(S-adenosyl-L-methionine:calmodulin-L-lysine N6-methyltransferase)である。この酵素は、リシンの分解に関与している。